# Urdland (przystanek kolejowy)
Urdland – kolejowy przystanek osobowy w Urdland, w regionie Hordaland w Norwegii, jest oddalona od Oslo Sentralstasjon o 371,52 km. Jest położony 304 m n.p.m.

## Ruch pasażerski
Należy do linii Bergensbanen, Jest elementem kolei aglomeracyjnej w Bergen i obsługuje lokalny ruch do Bergen, Voss i Myrdal. W ciągu dnia odchodzi z niej ok. 8 pociągów (nie wszystkie pociągi SKM).

## Obsługa pasażerów
Poczekalnia, parking na 10 samochodów, parking rowerowy. Odprawa podróżnych odbywa się w pociągu.